# Вільгельм II (граф Голландії)
Вільгельм II (нім. Wilhelm II; 19 липня 1227 — 29 січня 1256) — король Німеччини 1247—1256 років та граф Голландії і Зеландії 1234—1256 років.

## Життєпис

### Граф
Син Флоріса IV, графа Голландії та Зеландії, і Мехтильди (Матильди) Брабантської. У 1234 році його батько загинув під час лицарського турніру в Корбі. Вільгельму було всього 6 років, тому для управління графствами Голландія і Зеландія був призначений опікун, яким став стрийко Вільгельм, який керував графствами до своєї смерті в 1238 році. У 1238—1239 роках регентом був інший стрийко Вільгельма II — Оттон, який пізніше він став єпископом Утрехта. По досягненню повноліття у 1246 році зробив матір своєю радницею.

### Король
Після смерті антикороля Німеччини Генріха Распе в 1247 році частина німецької знаті, незадоволена політикою імператора Фрідріха II, вирішила обрати нового антикороля. Вибір припав на Вільгельма II Голландського, який 3 жовтня 1247 року був обраний в Воррінгені королем за сприяння вуйка Генріха II, герцога Брабанта. Вибір підтримали архієпископи Кельна, Майнца і Тріра. 8 листопада Вільгельма був визнаний королем папою римським Інокентієм IV. Після п'ятимісячної облоги він взяв Ахен, де і був коронований 1 листопада 1248 року Конрадом фон Гохштаденом, архієпископом Кельна. Того ж року наказав звести фортецю навколо Гааги.
Втім фактичну владу король Вільгельм спочатку мав тільки в Рейнській області. Для збільшення впливу йому довелося вести війну з Конрадом IV, який також вважався королем Німеччини. Після того, як Вільгельм переміг останнього у битві при Оппенгеймі в 1251 році, той був змушений відступити до Італії. Крім того, додаткову підтримку знаті Вільгельм дістав завдяки шлюбу з донькою герцога Брауншвейзького. Більшість німецьких князів визнало його своїм королем.
У липні 1252 року на з'їзді, який проходив поблизу Франкфурта, було вирішено відібрати у Гогенштауфенів усі лени. Король роздав ці землі своїм прихильникам, а щоб здобути додаткову підтримку князів і міст Гарлем, Делфт і Алкмар, дарував їм нові пільги. На цьому закінчилося реальне правління Вільгельма. Хоча він був людиною хороброю, доброю і чесною, як монарх він не мав ніякого значення, оскільки не володів ні великим розумом, ні широкими політичними поняттями.
Могутні князі незабаром зовсім перестали зважати на нього. Ніхто з князів не з'являвся до королівського двору на з'їзди по великих святах. Вільгельм, втім, не звертав на це уваги, цілком задоволений своєю номінальною величчю. Він був зайнятий війнами в своїх родових володіннях.
1252 року Вільгельм вступив у конфлікт з графством Фландрією на підставі того, що графиня Маргарита II не принесла королю оммаж. У липні 1253 року король здобув перемогу над фламандцями у битві при Весткаппелі (також знищено фландрський флот), а 1254 року уклав з графинею Маргаритою Фландською перемир'я. Водночас погіршилися стосунки з Францією та архієпископами Кельна, Трира, єпископством Льєзьким.
З 1254 року король Вільгельм вів успішні війни проти західних фризів, звівши потужні фортеці Хеемскерк і Гарлем та провівши гарні військові шляхи. Але під час одного з походів 28 січня 1256 року біля Хогвуда при спробі перетнути замерзле озеро загін фризів влаштував засідку Вільгельму. На короля були залізні обладунки, і навіть коня вкривала кольчужна попона. Лід не витримав, король провалився у воду і не зміг вибратися. Вояки Вільгельма втекли, а фризи накинулися з усіх боків з дротиками. Тонучи, Вільгельм запропонував їм величезний викуп, щоб зберегти життя, однак вороги вбили його. Поховано в абатстві Міделбурга. Після смерті Вільгельма в Німеччині настало так зване велике міжцарів'я.

## Родина
Дружина — Єлизавета, донька Оттона I, герцога Брауншвейг-Люнебурга
Діти:
- Флоріс (1245—1296), граф Голландії та Зеландії
- Мехтильда (1256-д/н)

1 бастард